# Mirapecten spiceri
Mirapecten spiceri is een tweekleppigensoort uit de familie van de Pectinidae. De wetenschappelijke naam van de soort is voor het eerst geldig gepubliceerd in 1944 door Rehder.